# Olympische Winterspiele 1960/Teilnehmer (Deutschland)
| Gelbes Symbol für Goldmedaillen mit stilisierten Olympischen Ringen | Graues Symbol für Silbermedaillen mit stilisierten Olympischen Ringen | Braundes Symbol für Bronzemedaillen mit stilisierten Olympischen Ringen |
| ------------------------------------------------------------------- | --------------------------------------------------------------------- | ----------------------------------------------------------------------- |
| 4                                                                   | 3                                                                     | 1                                                                       |

Die gesamtdeutsche Mannschaft nahm an den Olympischen Winterspielen 1960 im US-amerikanischen Squaw Valley mit einer Delegation von 74 Athleten, bestehend aus Sportlern und Sportlerinnen der Bundesrepublik Deutschland und der Deutschen Demokratischen Republik, teil.
Die Startplätze der 56 Männer und 18 Frauen wurden durch direkte Nominierungen von Spitzenathleten, mittels Quoten und durch Qualifikationswettkämpfe zwischen ost- und westdeutschen Athleten vergeben. Letztendlich nahmen 31 Sportler aus 10 DDR-Vereinen und 43 Sportler aus Vereinen der Bundesrepublik Deutschland teil.
Nach 1956 war es die zweite Teilnahme einer gesamtdeutschen Mannschaft an Olympischen Winterspielen.

## Flaggenträger
Der Skispringer Helmut Recknagel trug die Flagge Deutschlands während der Eröffnungsfeier in der Blyth Arena.
- Siehe auch: Liste der Fahnenträger der deutschen Mannschaften bei Olympischen Spielen

## Medaillen
Mit vier gewonnenen Gold-, drei Silber- und einer Bronzemedaille belegte das deutsche Team Platz 2 im Medaillenspiegel.

### Medaillenspiegel
| Rang   | Sportart              | Gold | Silber | Bronze | Gesamt |
| ------ | --------------------- | ---- | ------ | ------ | ------ |
| 1      | Ski Alpin             | 1    | 1      | 1      | 3      |
| 2      | Eisschnelllauf        | 1    | 1      | —      | 2      |
| 3      | Nordische Kombination | 1    | —      | —      | 1      |
| 3      | Skispringen           | 1    | —      | —      | 1      |
| 5      | Eiskunstlauf          | —    | 1      | —      | 1      |
| Gesamt | Gesamt                | 4    | 3      | 1      | 8      |

### Medaillengewinner
| Name/n                            | Sportart              | Wettkampf     |
| --------------------------------- | --------------------- | ------------- |
| Gold                              |                       |               |
| Helmut Recknagel                  | Skispringen           | Normalschanze |
| Georg Thoma                       | Nordische Kombination | Einzel        |
| Helga Haase                       | Eisschnelllauf        | 500 m         |
| Heidi Biebl                       | Ski Alpin             | Abfahrt       |
| Silber                            |                       |               |
| Marika Kilius Hans-Jürgen Bäumler | Eiskunstlauf          | Paarlauf      |
| Helga Haase                       | Eisschnelllauf        | 1000 m        |
| Hanspeter Lanig                   | Ski Alpin             | Abfahrt       |
| Bronze                            |                       |               |
| Barbara Henneberger               | Ski Alpin             | Slalom        |

## Teilnehmer nach Sportarten

### Biathlon
Bei der olympischen Premiere des Biathlon verhinderten schlechte Schießergebnisse bessere Platzierungen der deutschen Athleten, die alle aus Oberhof kamen. Der auch im Langlauf startende Cuno Werner kam nach 20 km auf Platz neun ein, wobei acht Schießfehler eine noch bessere Platzierung verhinderten. Herbert Kirchner bekam die Startnummer 1 zugelost und war somit der erste jemals startende olympische Biathlet.
| Athleten         | Wettbewerbe  | Zeit        | Fehler      | Rang |
| ---------------- | ------------ | ----------- | ----------- | ---- |
| Männer           |              |             |             |      |
| Kurt Hinze       | 20 km Einzel | 1:54:36,5 h | 9 (3+2+2+2) | 20   |
| Herbert Kirchner | 20 km Einzel | 1:46:35,6 h | 4 (1+0+1+2) | 13   |
| Horst Nickel     | 20 km Einzel | 1:48:28,9 h | 8 (3+1+0+4) | 17   |
| Cuno Werner      | 20 km Einzel | 1:41:33,8 h | 6 (2+1+1+2) | 9    |

### Eishockey
In der vorolympischen innerdeutschen Qualifikation im Dezember 1959 konnte sich die BRD-Vertretung durchsetzen. Beim Hinspiel in Garmisch-Partenkirchen gewannen die westdeutschen Spieler mit 5:2. Beim Rückspiel in der Eishockeyhochburg Weißwasser ging die DDR-Vertretung im 2. Drittel mit 3:2 zunächst in Führung, verlor jedoch am Ende mit 3:5 Damit vertrat die BRD-Auswahl Deutschland in Squaw Valley. Die Mannschaft qualifizierte sich für die Finalrunde und belegte in der Endabrechnung unter neun teilnehmenden Mannschaften den sechsten Platz.
| Wettbewerb  | Männer |
| ----------- | --- |
| Spieler     | Paul Ambros Georg Eberl Markus Egen Ernst Eggerbauer Michael Hobelsberger Hans Huber Ulli Jansen Hans Rampf Sepp Reif Otto Schneitberger Siegfried Schubert Horst Schuldes Kurt Sepp Ernst Trautwein Xaver Unsinn Leonhard Waitl |
| Vorrunde    | Sowjetunion 0:8 Finnland 4:1 |
| Finale      | Kanada 0:12 Vereinigte Staaten 1:9 Sowjetunion 1:7 Tschechoslowakei 1:9 Schweden 2:8 |
| Platzierung | 6 |

### Eiskunstlauf
Die amtierenden Europameister Kilius/Bäumler konnten im Paarlauf Silber erringen. Der Olympiasieger von 1964, Manfred Schnelldorfer, kam bei seiner olympischen Premiere bei den Männern auf Platz acht ein. Bei den innerdeutschen Ausscheidungskämpfen konnte sich von DDR-Seite nur Bodo Bockenauer aus Berlin für Olympia qualifizieren.
| Athleten                          | Wettbewerbe | Gesamt | Gesamt |
| Athleten                          | Wettbewerbe | Punkte | Rang   |
| --------------------------------- | ----------- | ------ | ------ |
| Frauen                            |             |        |        |
| Ursel Barkey                      | Einzel      | 1164,5 | 18     |
| Bärbel Martin                     | Einzel      | 1219,8 | 14     |
| Männer                            |             |        |        |
| Bodo Bockenauer                   | Einzel      | 1162,2 | 16     |
| Tilo Gutzeit                      | Einzel      | 1274,0 | 9      |
| Manfred Schnelldorfer             | Einzel      | 1303,3 | 8      |
| Mixed                             |             |        |        |
| Marika Kilius Hans-Jürgen Bäumler | Paarlauf    | 76,8   | Silber |
| Margret Göbl Franz Ningel         | Paarlauf    | 72,5   | 5      |
| Rita Blumenberg Werner Mensching  | Paarlauf    | 70,2   | 7      |

### Eisschnelllauf
Bei der olympischen Premiere im Eisschnelllauf der Damen sorgte die Berlinerin Helga Haase für einen Paukenschlag. International vorher nicht groß in Erscheinung getreten, verbesserte sie in ihrem Rennen den gerade vorher aufgestellten olympischen Rekord über 500 Meter noch um eine Zehntelsekunde und gewann Gold. Dies war die erste olympische Goldmedaille bei Winterspielen für DDR-Sportler. Über 1000 Meter behauptete sich Haase im Feld der sowjetischen Medaillenfavoritinnen und gewann nochmals Silber, nur zwei Zehntelsekunden hinter Gold. Helga Haase avancierte damit zur erfolgreichsten deutschen Sportlerin bei den Spielen. Ihr Erfolg ist umso höher einzuschätzen, da ihrem Ehemann und Trainer die Einreise in die USA verweigert wurde und Helga Haase somit ohne Unterstützung laufen musste. Ihre Mannschaftskameradinnen, die alle ebenfalls aus der DDR kamen, belegten keine vorderen Plätze.
Bei den Herren gelang einzig dem Berliner Kuhnert über 1500 Meter ein beachtlicher neunter Platz. Von den sieben Startern kamen fünf Herren aus der DDR.
| Athleten           | Wettbewerbe | Zeit        | Rang   |
| ------------------ | ----------- | ----------- | ------ |
| Frauen             |             |             |        |
| Helga Haase        | 500 m       | 45,9 s OR   | Gold   |
| Helga Haase        | 1000 m      | 1:34,3 min  | Silber |
| Helga Haase        | 1500 m      | 2:31,7 min  | 8      |
| Inge Görmer        | 1500 m      | 2:36,5 min  | 16     |
| Inge Görmer        | 3000 m      | 5:37,5 min  | 13     |
| Natalie Liebknecht | 500 m       | 51,4 s      | 20     |
| Natalie Liebknecht | 1000 m      | 1:43,5 min  | 17     |
| Gisela Toews       | 1500 m      | 2:51,1 min  | 22     |
| Gisela Toews       | 3000 m      | 5:48,3 min  | 17     |
| Sigrit Behrenz     | 500 m       | 50,2 s      | 18     |
| Sigrit Behrenz     | 1000 m      | 1:43,8 min  | 18     |
| Männer             |             |             |        |
| Helmut Kuhnert     | 500 m       | 42,3 s      | 20     |
| Helmut Kuhnert     | 1500 m      | 2:13,6 min  | 9      |
| Helmut Kuhnert     | 5000 m      | 8:25,1 min  | 22     |
| Helmut Kuhnert     | 10.000 m    | 16:43,4 min | 13     |
| Harald Norden      | 1500 m      | 2:22,1 min  | 31     |
| Herbert Söllner    | 500 m       | 42,3 s      | 20     |
| Manfred Schüler    | 500 m       | 42,5 s      | 24     |
| Manfred Schüler    | 1500 m      | 2:18,3 min  | 18     |
| Günter Tilch       | 500 m       | 42,3 s      | 20     |
| Günter Tilch       | 1500 m      | 2:24,8 min  | 38     |
| Sepp Biebl         | 5000 m      | 8:48,0 min  | 32     |
| Heinz Wolfram      | 5000 m      | 9:18,2 min  | 36     |
| Heinz Wolfram      | 10.000 m    | 18:37,0 min | 29     |

### Nordische Kombination
Der Hinterzartener Georg Thoma, amtierender Deutscher Meister, aber international noch nicht in Erscheinung getreten, schlug etwas überraschend die Favoriten aus Norwegen und Finnland. Thoma gewann das Springen und konnte mit der viertschnellsten Laufzeit den ersten Platz verteidigen. Thomas Mannschaftskameraden aus Klingenthal fielen nach teilweise starken Sprüngen in der Laufentscheidung zurück.
| Athleten       | Wettbewerbe | Skispringen | Skispringen | Skispringen | Skispringen | Langlauf    | Langlauf | Langlauf | Gesamt  | Gesamt |
| Athleten       | Wettbewerbe | Weite 1     | Weite 2     | Punkte      | Rang        | Zeit        | Punkte   | Rang     | Punkte  | Rang   |
| -------------- | ----------- | ----------- | ----------- | ----------- | ----------- | ----------- | -------- | -------- | ------- | ------ |
| Männer         |             |             |             |             |             |             |          |          |         |        |
| Günter Flauger | Einzel      | 66,0 m      | 65,5 m      | 207,0       | 12          | 1:02:10,0 h | 225,742  | 14       | 432,742 | 13     |
| Martin Körner  | Einzel      | 65,0 m      | 63,5 m      | 212,0       | 10          | 1:07:37,0 h | 204,645  | 27       | 416,645 | 20     |
| Rainer Dietel  | Einzel      | 67,5 m      | 63,5 m      | 214,0       | 6           | 1:05:32,8 h | 212,645  | 22       | 426,645 | 17     |
| Georg Thoma    | Einzel      | 69,0 m      | 67,5 m      | 221,5       | 1           | 59:23,8 min | 236,452  | 4        | 457,952 | Gold   |

### Ski Alpin
Das rein westdeutsche Damenteam konnten einen Olympiasieg in der Abfahrt und eine Bronzemedaille im Slalom feiern.
Hanspeter Lanig konnte in der Abfahrt Silber gewinnen, Luggi Leitner verfehlte im Slalom Bronze nur um ein Zehntelsekunde. Der einzige ostdeutsche Starter Eberhard Riedel wurde bei seinen ersten olympischen Winterspielen nur in der Abfahrt eingesetzt. Dort erreichte er unter über 60 Startern einen respektablen 16. Platz.
| Athleten            | Wettbewerbe  | 1. Lauf    | 1. Lauf | 2. Lauf    | 2. Lauf | Gesamt     | Gesamt |
| Athleten            | Wettbewerbe  | Zeit       | Rang    | Zeit       | Rang    | Zeit       | Rang   |
| ------------------- | ------------ | ---------- | ------- | ---------- | ------- | ---------- | ------ |
| Frauen              |              |            |         |            |         |            |        |
| Heidi Biebl         | Abfahrt      | —          | —       | —          | —       | 1:37,6 min | Gold   |
| Heidi Biebl         | Riesenslalom | —          | —       | —          | —       | 2:01,5 min | 37     |
| Heidi Biebl         | Slalom       | 1:09,2 min | 35      | 57,3 s     | 3       | 2:06,5 min | 21     |
| Barbara Henneberger | Abfahrt      | —          | —       | —          | —       | 1:42,4 min | 11     |
| Barbara Henneberger | Riesenslalom | —          | —       | —          | —       | 1:42,6 min | 15     |
| Barbara Henneberger | Slalom       | 57,4 s     | 4       | 59,2 s     | 6       | 1:56,6 min | Bronze |
| Anneliese Meggl     | Abfahrt      | —          | —       | —          | —       | 1:40,8 min | 6      |
| Anneliese Meggl     | Riesenslalom | —          | —       | —          | —       | 1:40,7 min | 5      |
| Anneliese Meggl     | Slalom       | 1:02,5 min | 25      | 59,9 s     | 12      | 2:02,4 min | 13     |
| Sonja Sperl         | Abfahrt      | —          | —       | —          | —       | 1:41,0 min | 7      |
| Sonja Sperl         | Riesenslalom | —          | —       | —          | —       | 1:41,9 min | 9      |
| Sonja Sperl         | Slalom       | 59,0 s     | 14      | 59,8 s     | 10      | 1:58,8 min | 8      |
| Männer              |              |            |         |            |         |            |        |
| Eberhard Riedel     | Abfahrt      | —          | —       | —          | —       | 2:13,3 min | 16     |
| Willy Bogner        | Abfahrt      | —          | —       | —          | —       | 2:09,7 min | 9      |
| Willy Bogner        | Riesenslalom | —          | —       | —          | —       | DSQ        | DSQ    |
| Willy Bogner        | Slalom       | 1:08,8 min | 1       | DSQ        | DSQ     | DSQ        | DSQ    |
| Ludwig Leitner      | Abfahrt      | —          | —       | —          | —       | 2:10,2 min | 11     |
| Ludwig Leitner      | Riesenslalom | —          | —       | —          | —       | 1:53,6 min | 18     |
| Ludwig Leitner      | Slalom       | 1:10,9 min | 6       | 59,6 min   | 3       | 2:10,5 min | 4      |
| Fritz Wagnerberger  | Riesenslalom | —          | —       | —          | —       | 1:52,5 min | 15     |
| Hanspeter Lanig     | Abfahrt      | —          | —       | —          | —       | 2:06,5 min | Silber |
| Hanspeter Lanig     | Riesenslalom | —          | —       | —          | —       | 1:51,9 min | 13     |
| Hanspeter Lanig     | Slalom       | 1:11,9 min | 11      | 1:02,4 min | 10      | 2:14,3 min | 7      |
| Sepp Behr           | Slalom       | 1:12,1 min | 12      | 1:03,9 min | 13      | 2:16 min   | 10     |

### Skilanglauf
Von dem 14-köpfigen Skilanglaufteam kamen neun Athleten aus Ost-, fünf aus Westdeutschland. In den Einzelentscheidungen konnte lediglich Rita Czech-Blasel über 10 Kilometer mit Platz zwölf auf sich aufmerksam machen. Sie war damit auf dieser Strecke zweitbeste Mitteleuropäerin. In den Staffelentscheidungen belegten die Damen den fünften Platz, die Herren Platz neun.
| Athleten                                         | Wettbewerbe       | Zeit        | Rang |
| ------------------------------------------------ | ----------------- | ----------- | ---- |
| Frauen                                           |                   |             |      |
| Renate Borges                                    | 10 km             | 43:46,1 min | 16   |
| Rita Czech-Blasel                                | 10 km             | 42:29,0 min | 12   |
| Christa Göhler                                   | 10 km             | DNF         | DNF  |
| Sonnhilde Kallus                                 | 10 km             | 44:14,6 min | 18   |
| Rita Czech-Blasel Renate Borges Sonnhilde Kallus | 3 × 5 km Staffel  | 53:13,7 min | 6    |
| Männer                                           |                   |             |      |
| Cuno Werner                                      | 15 km             | 55:25,6 min | 24   |
| Werner Haase                                     | 15 km             | 57:40,3 min | 38   |
| Enno Röder                                       | 15 km             | 56:54,4 min | 32   |
| Siegfried Weiß                                   | 15 km             | 58:04,6 min | 42   |
| Siegfried Weiß                                   | 50 km             | 3:28:29,1 h | 24   |
| Siegfried Hug                                    | 30 km             | 2:05:48,2 h | 33   |
| Josef Maier                                      | 30 km             | 2:02:10,6 h | 26   |
| Helmut Weidlich                                  | 30 km             | 2:01:25,8 h | 21   |
| Rudolf Dannhauer                                 | 30 km             | 2:03:38,9 h | 29   |
| Rudolf Dannhauer                                 | 50 km             | 3:27:54,6 h | 23   |
| Egon Fleischmann                                 | 50 km             | 3:38:53,6 h | 28   |
| Helmut Hagg                                      | 50 km             | 3:25:14,6 h | 20   |
| Cuno Werner Helmut Hagg Werner Haase Enno Röder  | 4 × 10 km Staffel | 2:31:47,1 h | 9    |

### Skispringen
Die Zusammenstellung des Skisprungteams ballte skispringerische Spitzenklasse und politische Brisanz zusammen. Zur Vierschanzentournee 1959/1960 wurde der DDR-Mannschaft um den zweifachen Tourneesieger Helmut Recknagel die Einreise in die BRD verweigert. In dessen Abwesenheit gewann der BRD-Vertreter Max Bolkart die Tournee. Der frischgebackene Tourneesieger und sein Konkurrent Recknagel reisten nun als Mannschaftskameraden nach Squaw Valley. Beim einzigen Springen von der Normalschanze gewann Recknagel jeweils mit Bestweite in beiden Durchgängen Gold. Bolkart kam auf Platz sechs ein. Recknagel war damit der erste Springer außerhalb Skandinaviens, der Olympiasieger wurde.
| Athleten         | Wettbewerb    | 1. Durchgang | 1. Durchgang | 1. Durchgang | 2. Durchgang | 2. Durchgang | 2. Durchgang | Gesamt | Gesamt |
| Athleten         | Wettbewerb    | Weite        | Punkte       | Rang         | Weite        | Punkte       | Rang         | Punkte | Rang   |
| ---------------- | ------------- | ------------ | ------------ | ------------ | ------------ | ------------ | ------------ | ------ | ------ |
| Männer           |               |              |              |              |              |              |              |        |        |
| Werner Lesser    | Normalschanze | 81,5 m       | 98,0         | 25           | 78,5 m       | 102,8        | 15           | 200,8  | 21     |
| Max Bolkart      | Normalschanze | 87,5 m       | 104,3        | 11           | 81,0 m       | 108,3        | 5            | 212,6  | 6      |
| Veit Kührt       | Normalschanze | 88,5 m       | 106,1        | 9            | 79,5 m       | 102,6        | 16           | 208,7  | 12     |
| Helmut Recknagel | Normalschanze | 93,5 m       | 113,6        | 1            | 84,5 m       | 113,6        | 1            | 227,2  | Gold   |